# Apoptygma Berzerk
Apoptygma Berzerk (Kurzformen: APB, APOP) ist ein norwegisches Musikprojekt, das 1989 in Sarpsborg von Stephan Groth und Jon Erik Martinsen gegründet wurde.

## Geschichte
Da Martinsen kurze Zeit nach der Bandgründung ausstieg, war Apoptygma Berzerk zunächst ein Soloprojekt.
Auf dem Album Sonic Diary sind ausschließlich Coverversionen zu hören. Das Album gibt es als normale Version und als limitiertes Doppelalbum mit neun Remixen.
Am 12. Oktober 2007 wurden (außer APBL98) alle älteren APB-Alben in Remastered Edition neu veröffentlicht.
Anfang 2009 veröffentlichten Apoptygma Berzerk ihr sechstes Studioalbum Rocket Science. Kennzeichnend für dieses Album ist eine Mischung aus elektronischen Klängen und Rock-Elementen. Inhaltlich befasst sich das Album unter anderem mit Verschwörungstheorien und Medienkritik.
Am 10. August 2009, dem Geburtstag von Sänger Stephan Groth, gaben mehrere Bandmitglieder bekannt, sich aus persönlichen Gründen von Apoptygma Berzerk zu trennen. Nach offiziellen Angaben verlief die Trennung einvernehmlich.
Apoptygma Berzerk bleibt mit Stephan L. Groth als Kopf der Band und neuen Bandmitgliedern für die Live-Auftritte weiterhin bestehen. 2009 und 2010 tourten Apoptygma Berzerk durch Europa und die USA. Ende 2010 bis Anfang 2011 war Apoptygma Berzerk als Supportact mit Unheilig auf Tour. Bislang verkaufte die Band weltweit über 500.000 Alben.

## Stil

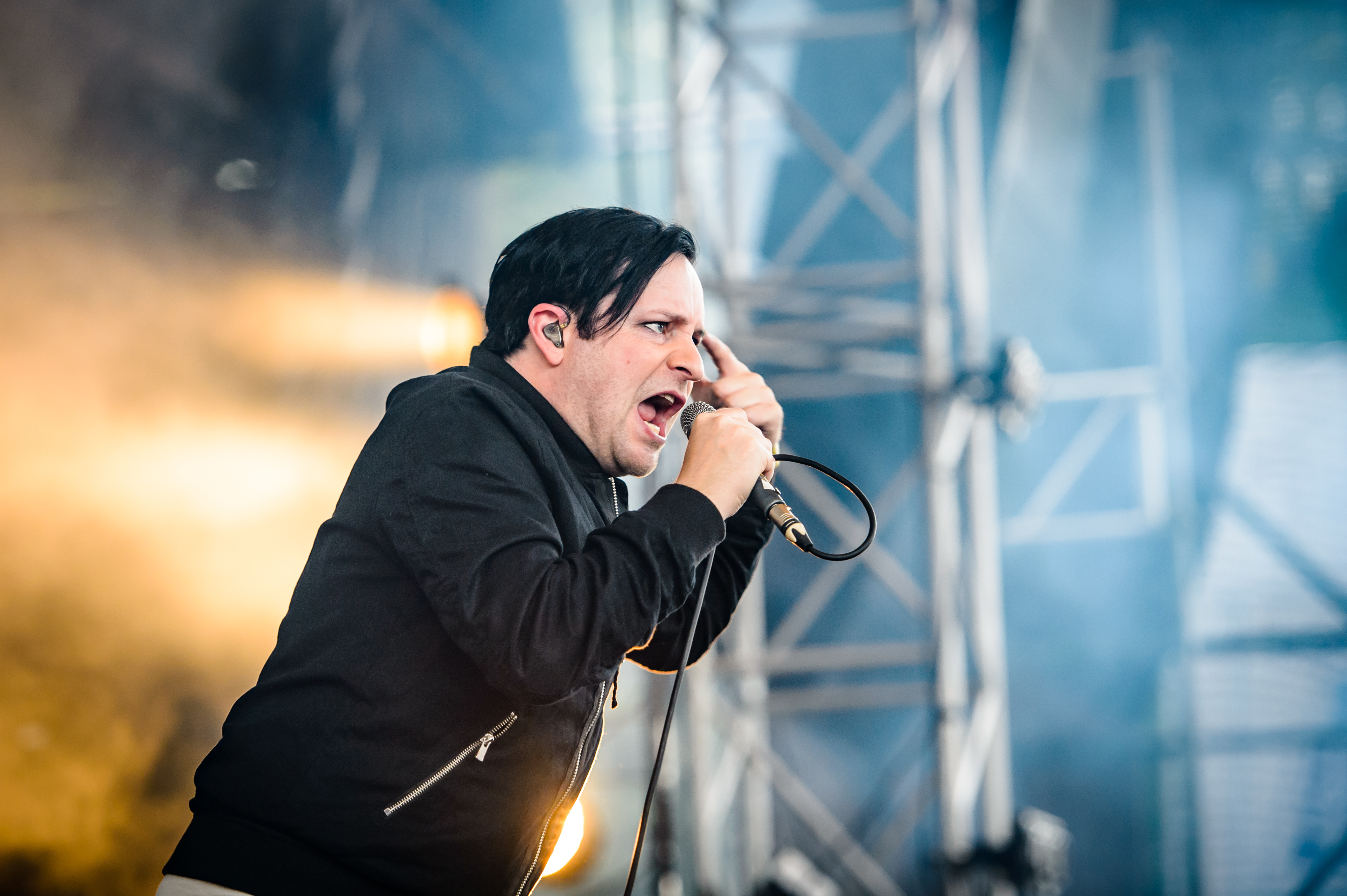
Stephan Groth, Amphi Festival (2017)

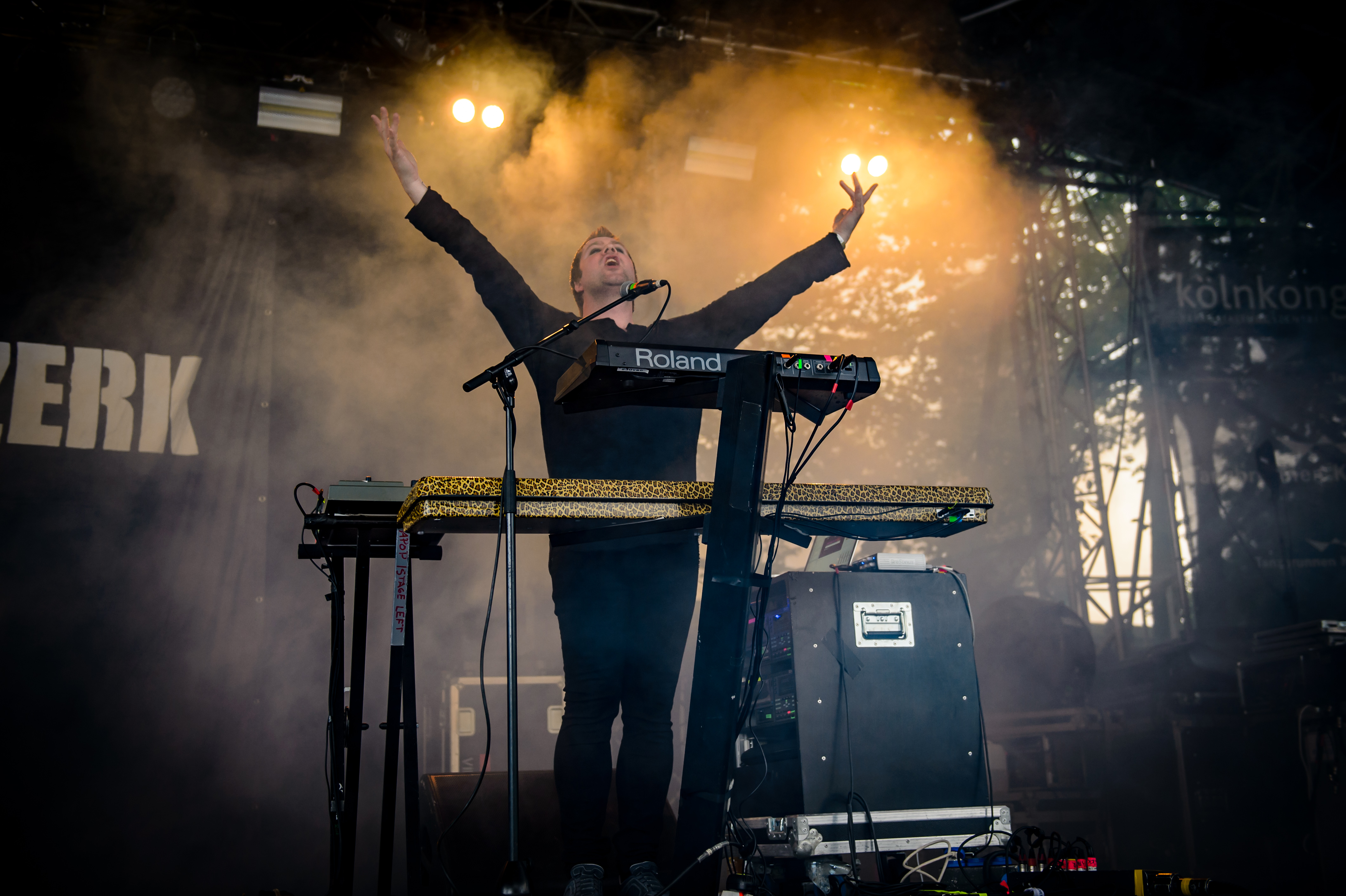
Jonas Groth, Amphi Festival (2017)

Das musikalische Spektrum umfasst viele Aspekte der elektronischen Musik und reicht von Elektro- bis hin zu Trance- und Techno-Elementen und wird oft als Future Pop bezeichnet; jedoch integriert die Band auch Rock-Elemente wie Schlagzeug und Gitarren in ihr Klangbild.
Der Songaufbau weicht häufig, vor allem bei früheren Veröffentlichungen (bis 2002), vom klassischen Muster „Strophe – Refrain – Strophe – Refrain“ ab. In Kombination mit geschicktem Einweben von Samples entstanden einige einzigartige Stücke mit hohem Wiedererkennungswert.
Beispiele:

Intro - 1. Strophe - Refrain (1×) - instrumental - Refrain (2×) - 2. Strophe - Refrain (1×) - instrumental - Refrain (4×) - fade out - fade in - 3. Strophe (Outro):
- Non-Stop Violence (Album Version)

Intro - lange Strophe - langer Refrain:
- Spiritual Reality
- Mourn (Album Version)
- Kathy's Song
- Moment of Tranquility
- Rollergirl
- PikachuTM
- Mercy Kill

Intro - 1. Strophe - instrumental - 2. Strophe - Refrain (1×) - 1. Strophe - Refrain (2×) - Outro:
- Spindizzy

Stücke in welchen der Aufbau in Strophe und Refrain völlig aufgelöst ist:
- Burnin' Heretic [Album Version]
- Help Me!

Die Arbeit von Stephan Groth ist unter anderem auch durch zahlreiche Remixe und Coverversionen gekennzeichnet. Viele dieser musikalischen Einflüsse fanden dabei auch in weniger offensichtlicher Form von Samples und Zitaten in die Musik der Band. So wurden neben einigen neuinterpretierten Hits der 1980er Jahre auch die Titelmelodie der Serie Twin Peaks und ein Gitarrensolo des Nirvana-Sängers Kurt Cobain auf den Alben der Band wiederverwendet.

## Diskografie

### Studioalben
| Jahr | Name                         | Medium                             | Label                  | Bemerkungen |
| ---- | ---------------------------- | ---------------------------------- | ---------------------- | --- |
| 1993 | Soli Deo Gloria              | CD, Kassette, Vinyl, Picture Vinyl | Tatra                  | Remastered 2002 Jewelcase; Remastered 2007 Deluxe Edition im Digipack; Remastered 2018 25th Anniversary Edition im Digipack |
| 1996 | 7                            | CD, Kassette, Vinyl, Picture Vinyl | Tatra                  | Remastered 2002 Jewelcase; Remastered 2007 Deluxe Edition im Digipack; Bei allen Veröffentlichungen nach 1997 wurden viele, teils essenzielle Samples entfernt, z. B. O Fortuna aus Carmina Burana von Carl Orff, siehe Love never dies Pt. 1 von 1996 im Vergleich zu späteren Veröffentlichungen bzw. Streamingdiensten |
| 2000 | Welcome to Earth             | CD, Kassette, Vinyl                | Tatra                  | Erstauflage als Limited Edition mit Bonustracks; Remastered 2007+2017 Deluxe Edition im Digipack, mit anderen Bonustracks als bei Erstveröffentlichung |
| 2002 | Harmonizer                   | CD, Vinyl                          | WEA                    | Erstauflage als Limited Edition im Digipack und Bonustracks; Remastered 2007 Deluxe Edition im Digipack |
| 2005 | You and Me Against the World | CD, Vinyl                          | GUN Records (Sony BMG) | Erstauflage als Limited Edition im Digipack; Remastered 2021 |
| 2009 | Rocket Science               | CD, Vinyl                          | GUN Records (Sony BMG) | Erstauflage als Limited Edition im Digipack mit Bonus-DVD; weitere Limited Editions inkl. T-Shirt |
| 2016 | Exit Popularity Contest      | CD, Kassette, Vinyl                | Hard:Drive             | instrumental; eigentlich eine (erweiterte) Kompilation aus den 3 Vinyl-Maxi-Singles Stop Feeding the Beast, Videodrome und Xenogenesis |

### Live-Alben
| Jahr | Name                         | Medium        | Label                                 | Bemerkungen |
| ---- | ---------------------------- | ------------- | ------------------------------------- | --- |
| 1998 | APBL98                       | CD+CD-ROM     | Tatra                                 | semiprofessionelle Live-Mitschnitte verschiedener Konzerte; mit CD-ROM, als limitierte Erstauflage mit eingeprägter Nummer auf dem Pappschuber |
| 2001 | APBL2000                     | CD, DVD, VHS  | Tatra                                 | Remastered 2007 Deluxe Edition im Digipack |
| 2004 | The Harmonizer DVD           | DVD+Bonus-CD  | Metropolis Records                    | USA-Version von Unicorn & The Harmonizer DVD in DVD-Hülle; Bonus-CD Unicorn; Konzert wurde gekürzt, bis auf Kathy's Song nur Lieder vom Album Harmonizer auf Live-DVD; NTSC |
| 2004 | Unicorn & The Harmonizer DVD | CD+Bonus-DVD  | Warner Music Group Germany Hard:Drive | Europa-Version von The Harmonizer DVD in Doppel-CD-Hülle; Bonus-DVD The Harmonizer DVD; Konzert wurde gekürzt, bis auf Kathy's Song nur Lieder vom Album Harmonizer auf Live-DVD; PAL; Remastered 2007                                                                                      |
| 2010 | Imagine There’s No Lennon    | DVD+CD, Vinyl | 2006Records Hard:Drive                | Das komplette Konzert wurde zusätzlich am Nachmittag ohne Zuschauer gespielt und aufgezeichnet um einige, vor Publikum "unmögliche" Kameraperspektiven, umsetzen zu können. Weiters um auch ein "Backup" für eventuell auftretende Probleme bei der eigentlichen Showaufzeichnung zu haben. |

### EPs
- 1992: The 2nd Manifesto
- 1997: Mourn EP
- 2004: Unicorn (Vinyl)
- 2004: Unicorn & The Harmonizer DVD (weitere Infos siehe Live-Alben)
- 2006: Black EP
- 2007: Nothing Else Matters - The Cleopatra EP (nur digital; USA 2007, Europa 2018)
- 2011: Black EP Vol. 2
- 2013: Major Tom
- 2018: SDGXXV EP (nur digital)
- 2019: SDGXXV EP II (nur digital)
- 2020: Nein danke!

### Singles
- 1991: Ashes to Ashes (nur als 12" - Single)
- 1993: Bitch
- 1994: Deep Red
- 1995: Non-Stop Violence
- 1998: Paranoia
- 1999: Eclipse (Coverbild und Schreibweise „A POPTYG MA BERZERK“ in Anlehnung an Fox Mulders Poster in Akte X „I WANT TO BELIEVE“)
- 2000: Kathy’s Song (Come Lie Next to Me)
- 2002: Until the End of the World
- 2002: Suffer in Silence
- 2005: In This Together
- 2006: Shine On
- 2006: Love to Blame
- 2006: Cambodia
- 2009: Green Queen (nur digital, CD-R - Promo)
- 2009: Apollo (Live on Your TV)
- 2014: Stop Feeding the Beast (nur als 12" Vinyl)
- 2015: Videodrome (nur als 12" Vinyl)
- 2016: Xenogenesis (nur als 12" Vinyl)
- 2019: Deep Red (Split 7" with Vile Electrodes)
- 2019: Nein danke! (2-Track-Teaser)

### Kompilationen
- 1998: The Apopcalyptic Manifesto (Europa-Version im Digipack als nummerierte Limited Edition, USA-Version im Jewelcase)
- 2003: The Singles Collection (Remastered 2007)
- 2006: Sonic Diary (Coverversionen; als Limited Edition mit Bonus-CD)
- 2019: SDGXXV (Rework/Remix-Album von Soli Deo Gloria; auch als Kassette und Vinyl)
- 2020: Faceless Fear - B-Sides & Rarities (nur digital)
- 2020: Disarm - B-Sides & Rarities (nur digital)
- 2022: Black Pawn - B-Sides & Rarities (nur digital)

### Sampler
- 1992: Sex, Drugs & EBM (Remixe von Borrowed Time & Burning Heretic [Rar])

### Musikvideos
- Deep Red
- Mourn
- Until the End of the World
- Suffer in Silence
- Unicorn
- In This Together
- Shine On
- Love to Blame
- Cambodia
- Apollo (Live on Your TV)
- Major Tom

### Sonstiges
- 1990: Victims Of Mutilation (Demo-Tape)
- 1992: The Tygma Files 1990-1992 (erweiterte Version von Victims Of Mutilation; CD-R, handschriftlich nummeriert)
- 2016: U.T.E.O.T.W. (Flexi-Single)

## Nebenprojekte
Neben Apoptygma Berzerk betreibt Stephan Groth noch das Projekt Fairlight Children. Da seit dem Debütalbum im Jahr 2004 bislang kein neues Material erschienen ist und Stephan Groth sich derzeit hauptsächlich seinem Hauptprojekt Apoptygma Berzerk widmet, ist unklar, ob und wann eine neue Veröffentlichung ansteht.
- Acid Queen – Titel: „Bing (Playboy Version)“, „Bang“ und „Boom (Ambient Version)“ sowie „Sweets“
- Angst Pop – mit P.A. Lundgren – Titel: „Oedipus Rex“ und „Panic (at T.C.F)“
- Fairlight Children
- Germ – mit Anders Odden – Titel: „Ice Eyes On Stretch (intro)“
- H2O – Titel: „Fahrenheit (Space Echo Mix)“, „Fahrenheit“ und „Fahrenheit (Wasteland Mix)“ sowie „Dreamseller (Part 1)“, "Dreamseller (Part 2)
- Moonlight Children – Titel: „Never Stop“
- TB Moonchild – Titel: „Divine Penetration“, „Divine Penetration (Plain Version)“ und „Divine Penetration (Indurtrial Version)“
- Total Transformation – CD: „In Through Out“
- The Kovenant (Covenant/Norway) (Geir Bratland (Keys) und Angel (Guitar) spielen bei The Kovenant)
- Mitwirkung am Projekt „Bruderschaft“ (Ronan Harris von VNV Nation, Joakim Montelius von Covenant, Sebastian Komor von Icon of Coil und Stephan L. Groth)
- Anders Odden und Geir Bratland spielen bei Magenta

## Remixe
- Aerodrone – Ready To Love (Apoptygma Berzerk Remix)
- A Split Second – Bury Me In Your Heart (APB Remix)
- a-ha – Lifelines (Apoptygma Berzerk Remix)
- Angst Pop – Ødipus Rex 2012 (Apoptygma Berzerk Dark Club Mix)
- Beborn Beton – Im Innern Einer Frau (Apoptygma Berzerk Mix)
- Cassandra Complex – Twice As Good (Apoptygma Berzerk Rmx)
- Code 64 – Accelerate (Apoptygma Berzerk vs. OK Minus remix)
- Dero Goi - Clickbait (Apoptygma Berzerk Remix)
- Echo Image – Endless Day (Club Version - Produced by Apoptygma Berzerk)
- Echo Image – Need To Be Proud (Apoptygma Berzerk Mix)
- Echo Image – Walk My Mind (Apoptygma Berzerk Remix)
- For All The Emptiness – Seduced By A Disease (Apoptygma Berzerk Remix)
- Front 242 – Headhunter 2000 (APB Remix)
- Funker Vogt – Tragic Hero (APB Remix)
- Good Charlotte – The River (Apoptygma Berzerk Remix)
- Good Courage – The World Will Go On (Snowy Norway Mix by APB)
- Goteki – Freebird (Apoptygma Berzerk Remix)
- Hocico – Ruptura (Apoptygma vs. Drugwar Remix)
- Icon of Coil – Repeat It (APB Remix)
- Industrial Heads – Unrated (APB Version)
- JAW – Creature Of Masquerade (APB Remix)
- Leæther Strip – How Do I Know (APB Remix)
- Lights Of Euphoria – Show Me Your Tears (APB vs. Industrial Heads Remix)
- Lost In Desire – I Am You (Apoptygma Berzerk Remix)
- Machinista – Dark Heart Of Me (Apoptygma Berzerk Remix)
- Mortiis – Sins Of Mine (Apoptygma Berzerk Remix)
- Nattefrost - Westhofen (Apoptygma Berzerk Remix)
- Northern Lite – Enemy (Apoptygma Berzerk Remix)
- Nico – All Tomorrow’s Parties (Nico Vs. Apoptygma Berzerk)
- Nitzer Ebb – Once You Say (Remix By Apoptygma Berzerk)
- Page - Krasch (Apoptygma Berzerk Redux)
- Peter Heppner – All Is Shadow (Apoptygma Berzerk Remix)
- Project Pitchfork – Steelrose (APB Remix)
- Remington Super 60 – In Space (Rs60 & Apoptygma Berzerk)
- Sabotage – Who am I (APB Remix)
- Satyricon – The Dawn Of A New Age (APB Remix)
- Scala & Kolacny Brothers – Friday I’m in Love (Remix by Apoptygma Berzerk)
- Sono – Dangerous (Apoptygma Berzerk Mix)
- Switchblade Symphony – Sweet (APB Remix)
- Technomancer – Path of Destruction (Re:Destroyed by Apoptygma Berzerk)
- Tobias Bernstrup – Moments Lost (Apoptygma Berzerk remix)
- The Crüxshadows – Tears (Apoptygma Berzerk Remix)
- The Kovenant – Star by Star (Apoptygma Berzerk Remix)
- Vile Electrodes – Deep Red (Apoptygma Berzerk Remix)
- VNV Nation – Chrome (Apoptygma Berzerk Remix)
- VNV Nation – Genesis (Apoptygma Berzerk Remix)
- Zeromancer – Something For The Pain (Apoptygma Berzerk Mix)

## Coverversionen
- All Tomorrows Parties (von Lou Reed) – auf: Soli Deo Gloria, The Apopcalyptic Manifesto, Sonic Diary
- A Strange Day (von The Cure) – auf: Unicorn & The Harmonizer DVD, Sonic Diary
- Bend and Break (von Keane) – auf: Sonic Diary
- Bizarre Love Triangle (von New Order) – auf: Sonic Diary
- Cambodia (von Kim Wilde) – auf: You and Me Against the World, Sonic Diary
- Coma White (von Marilyn Manson) – auf: Tribute to Marilyn Manson, Sonic Diary
- Electricity (von OMD – Orchestral Manoeuvres in the Dark) – auf: Mourn-EP, Sonic Diary
- Enjoy the Silence (von Depeche Mode) – auf: Black Pawn (B-Sides & Rarities); Live-Version auf APBL98
- Fade to Black (von Metallica) – auf: Welcome to Earth, Sonic Diary
- Nothing Else Matters (von Metallica) – auf: Paranoia-Single, Sonic Diary (Hidden Track), Nothing Else Matters - The Cleopatra EP
- Ohm Sweet Ohm (von Kraftwerk) – auf: Mourn-EP, Sonic Diary
- Shine On (von The House of Love) – auf: You and Me Against the World, Sonic Diary
- The Damned Don’t Cry (von Visage) – auf: Sonic Diary
- Who’s Gonna Ride Your Wild Horses (von U2) – auf: Sonic Diary
- Trash (von Suede) – auf: Rocket Science
- Major Tom (Coming Home) (von Peter Schilling)
- Disarm (von The Smashing Pumpkins) – auf: Disarm (B-Sides & Rarities)